# Реко
Реко (на италиански: Recco, на местния диалект Reccu, Реку) е живописен морски курортен град и община в Северозападна Италия.

## География
Град Реко е в провинция Генуа, област Лигурия. Население 10 258 жители към 31 декември 2008 г. Разположен е между морските куротни градове Сори и Камоли.

## Спорт
Футболният отбор на града носи името „Про Реко“. Основан е през 1913 г.

## Личности
Родени
- Марио Амендола (1910-1993), италиански кинорежисьор, сценарист и драматург
- Франко Медри (1937-1996), италиански писател и журналист

## Побратимени градове
- Понте ди Леньо, Италия